# ويستفورد (فيرمونت)
ويستفورد (بالإنجليزية: Westford, Vermont)‏ هي بلدة تقع بولاية فيرمونت في الولايات المتحدة. تبلغ مساحتها 101.8 (كم²)، وترتفع عن سطح البحر 144 م، بلغ عدد سكانها 2029 نسمة في عام 2010 حسب إحصاء مكتب تعداد الولايات المتحدة وتصل الكثافة السكانية فيها 19.9 نسمة/كم2.

## أعلام
- ويليام كليفر ويلكينسون

## وصلات خارجية
- The US50 - Cities and Towns in Vermont State
- Vermont Cities and Towns, Facts, Map, Flag, Colleges, Government, and More